# Hospital General de Fuerteventura
El Hospital General de Fuerteventura Virgen de la Peña es un centro hospitalario ubicado en la ciudad de Puerto del Rosario, capital de la isla de Fuerteventura (Islas Canarias, España). Gestionado por el Servicio Canario de la Salud, es el hospital general de la isla.
Se encuentra situado junto a la Carretera General del Aeropuerto FV-2, en la entrada sur de la capital. Con una superficie de 44 600 metros cuadrados, el hospital cuenta con un edificio de actividades ambulatorias, plantas de hospitalización, bloque qurirúrgico, paritorios, UCI, hospital de día, servicio de urgencias, laboratorios de análisis clínicos, servicio radiodiagnóstico, servicio de hemodiálisis, servicio de farmacia y cocina hospitalaria, entre otras unidades. Atiende a la población del área de salud de Fuerteventura, conformada por los 6 municipios de la isla. Su hospital de referencia es el Hospital Universitario Insular de Gran Canaria en Las Palmas de Gran Canaria.
Fue inaugurado el 14 de octubre de 1982, sustituyendo a la antigua residencia sanitaria de Nuestra Señora de la Peña, con una dotación inicial de 80 camas y una plantilla de 14 facultativos. Debido al crecimiento poblacional y a las nuevas demandas de la isla, las instalaciones del hospital se han ido ampliando en las sucesivas fases de un complejo plan de obras que le han permitido triplicar su superficie. El nombre del hospital es en honor a la Virgen de la Peña, patrona de Fuerteventura.

## Servicios y especialidades
| - Cuidados intensivos - Diálisis - Urgencias - Alergología - Cardiología - Cuidados paliativos - Dermatología - Digestivo - Endocrinología y nutrición - Hematología - Medicina interna - Geriatría - Nefrología - Neurología - Oncología médica - Pediatría - Psiquiatría - Cirugía general | - Ginecología y obstetricia - Oftalmología - Otorrinolaringología - Traumatología - Urología - Anestesia - Anatomía patológica - Hemoterapia y banco de sangre - Laboratorios de hematología, bioquímica y urgencias - Farmacia hospitalaria - Medicina preventiva - Microbiología - Radiología general - Ecografía - Mamografía - TAC - Rehabilitación - Docencia y formación sanitaria especializada |

## Área de influencia
Se proporciona cobertura sanitaria a los habitantes de los municipios de:
- Antigua
- Betancuria
- La Oliva
- Pájara
- Puerto del Rosario
- Tuineje